# ماه بر فراز میامی (فیلم)
ماه بر فراز میامی (انگلیسی: Moon Over Miami) فیلمی آمریکایی در ژانر کمدی موزیکال محصول سال ۱۹۴۱ به کارگردانی والتر لنگ است که با نقش‌آفرینی بتی گریبل و دان امیچی در نقش‌های اصلی ساخته شد و رابرت کامینگز، کارول لندیس، جک هیلی و شارلوت گرینوود در نقش‌های مکمل حضور دارند. این فیلم اقتباسی از نمایشنامهٔ «سه موش کور» نوشتهٔ استیفن پوویس است.
نسخه‌ای پیشین از این نمایشنامه در سال ۱۹۳۸ با عنوان سه موش کور به کارگردانی ویلیام ای. سیتر و با بازی لورتا یانگ، جوئل مک‌کری و دیوید نیوِن ساخته شده بود.
این فیلم یکی از آخرین حضورهای جک هیلی در فیلمی بزرگ و پرهزینه بود؛ چرا که پس از سال ۱۹۴۳، عمدتاً در فیلم‌های رده‌پایین ایفای نقش کرد. ترانه‌های اصلی فیلم را لئو رابین و رالف رینجر نوشته‌اند.

## داستان
خواهران کی و باربارا لَتیمِر به‌همراه عمه‌شان، سوزان، که آشپز است، در یک رستورانِ سواره در تگزاس به‌عنوان پیش‌خدمت کار می‌کنند. وقتی متوجه می‌شوند که از ارثیهٔ ۵۵ هزار دلاری مورد انتظار، تنها ۴ هزار دلار پس از کسر مالیات و هزینه‌ها باقی مانده‌است، کی تصمیم می‌گیرد برای یافتن شوهری میلیونر، پول را صرف سفر به میامی کند.
در این سفر، باربارا در نقش منشی کی و سوزان در نقش کلفت او ظاهر می‌شوند و هر سه در هتل فلامینگو اقامت می‌کنند. آن‌ها با جک اوهارا، یک متصدی بار، آشنا می‌شوند که مدام از طلاپرستان انتقاد می‌کند. جک، که به‌زودی شیفتهٔ سوزان می‌شود، فکر می‌کند کی زنی صادق است و قول می‌دهد او را از دام شکارچیان ثروت دور نگه دارد.
کی موفق می‌شود دعوت‌نامه‌ای برای مهمانی جفری بولتون ثروتمند دریافت کند و در آن مهمانی با فیل اونیل، وارث معادن معروف اونیل، نیز آشنا می‌شود. جف و فیل، که دوستان دوران کودکی هستند، رقابتی شدید برای جلب توجه کی آغاز می‌کنند. کی نمی‌تواند بین این دو مرد جذاب تصمیم بگیرد و در همین حین متوجه نمی‌شود که باربارا به جف دل بسته‌است.
سه هفته بعد، آن‌ها با مشکل روبه‌رو می‌شوند، چرا که باید ۱۵۰ دلار برای هزینهٔ هتل بپردازند. سوزان این پول را از جک، که از او خواستگاری کرده، قرض می‌گیرد. کی که در این مرحله باید هرچه زودتر یکی از مردان را به ازدواج بکشاند، باربارا را به رقص می‌برد تا یکی از آن‌ها را سرگرم کند. کی از باربارا می‌خواهد با جف برقصد تا خودش با فیل که حالا به او دل بسته، گفت‌وگو کند.
فیل اعتراف می‌کند که ورشکسته است و معادن اونیل دست‌کم تا پنج سال دیگر سودآور نخواهند بود. کی نیز اعتراف می‌کند که به قصد یافتن همسری ثروتمند به میامی آمده‌است، و این دو با بی‌میلی تصمیم می‌گیرند به دنبال شریک دیگری بروند. فیل به جف می‌گوید که کی عاشق اوست و در ادامه، کی نیز خواستگاری جف را می‌پذیرد.
وقتی زنان برای رفتن به جزیرهٔ پدر جف وسایلشان را جمع می‌کنند، جک حرف‌هایشان دربارهٔ نقشه‌شان را می‌شنود و تهدید می‌کند که همه‌چیز را به جف خواهد گفت. آن‌ها جک را در حمام حبس می‌کنند و به جزیره می‌روند، جایی که با ویلیام، پدر تاجر جف، آشنا می‌شوند. فیل که دلش برای کی تنگ شده، به جزیره می‌رود و داوطلب می‌شود ساقدوش جف باشد. ورود جک نیز آن‌ها را غافلگیر می‌کند، چرا که تهدید می‌کند اگر بفهمد کی واقعاً جف را دوست ندارد، راز را برملا خواهد کرد.
در شبی که جف برای کی مهمانی برگزار می‌کند، باربارا او را تشویق می‌کند که پیشنهاد کاری دشواری در آمریکای جنوبی را بپذیرد تا از سایهٔ پدرش بیرون بیاید. فیل نیز به کی اعتراف می‌کند که عاشق اوست. در حالی‌که فیل می‌کوشد کی را متقاعد کند که بدون توجه به موقعیت مالی باید کنار هم بمانند، جف وارد اتاق می‌شود. فیل و کی توضیح می‌دهند که قصد ازدواج دارند و جف نیز اعتراف می‌کند که از ابتدا عاشق باربارا بوده و با او ازدواج خواهد کرد.
در پایان، همه‌چیز به‌خوبی ختم می‌شود: سوزان و جک نیز به نتیجه‌ای عاشقانه می‌رسند و سه زوج، زندگی تازه‌ای را آغاز می‌کنند.

## بازیگران
- دان آمچی
- بتی گریبل
- رابرت کامینگز
- کارول لندیس
- جک هالی
- فورتونیو بونانووا
- مینور واتسون
- جینو کورادو
- شارلوت گرینوود
- جورج لسی
- رابرت گریگ
- اسپنسر چارترز
- راسل وید